# 490'erne f.Kr.
Århundreder: 6. århundrede f.Kr. – 5. århundrede f.Kr. – 4. århundrede f.Kr.
Årtier: 540'erne f.Kr. 530'erne f.Kr. 520'erne f.Kr. 510'erne f.Kr. 500'erne f.Kr. – 490'erne f.Kr. – 480'erne f.Kr. 470'erne f.Kr. 460'erne f.Kr. 450'erne f.Kr. 440'erne f.Kr.
År: 499 f.Kr. 498 f.Kr. 497 f.Kr. 496 f.Kr. 495 f.Kr. 494 f.Kr. 493 f.Kr. 492 f.Kr. 491 f.Kr. 490 f.Kr.